# Pseudartonis
Pseudartonis este un gen de păianjeni din familia Araneidae.
Cladograma conform Catalogue of Life:
| Pseudartonis | \| \| Pseudartonis flavonigra \| \| \| \| \| \| Pseudartonis lobata \| \| \| \| \| \| Pseudartonis occidentalis \| \| \| \| \| \| Pseudartonis semicoccinea \| \| \| \| |
|              | \| \| Pseudartonis flavonigra \| \| \| \| \| \| Pseudartonis lobata \| \| \| \| \| \| Pseudartonis occidentalis \| \| \| \| \| \| Pseudartonis semicoccinea \| \| \| \| |
|              | Pseudartonis flavonigra |
|              | |
|              | Pseudartonis lobata |
|              | |
|              | Pseudartonis occidentalis |
|              | |
|              | Pseudartonis semicoccinea |
|              | |